# 柞城故城
柞城故城，位于山东省临沂市苍山县卞庄镇城里村，是中华人民共和国山东省文物保护单位之一。
2006年12月7日，授予山东省文物保护单位，是一座古遗址。